# Isabella Dal Balcon
Isabella Dal Balcon (ur. 11 września 1977 w Malo) – włoscy snowboardzistka. Jej najlepszym wynikiem olimpijskim jest 7. miejsce w gigancie równoległym na igrzyskach w Salt Lake City. Na mistrzostwach świata najlepszy wynik uzyskała na mistrzostwach w Arosa, gdzie zajęła 21. miejsce w gigancie równoległym. Najlepsze wyniki w Pucharze Świata osiągnęła w sezonie 2006/2007, kiedy to zajęła 6. miejsce w klasyfikacji generalnej, a w klasyfikacji PAR była czwarta.

## Sukcesy

### Igrzyska olimpijskie
| Miejsce | Dzień     | Rok  | Miejscowość    | Konkurencja       | Zwycięzca      |
| ------- | --------- | ---- | -------------- | ----------------- | -------------- |
| 7.      | 15 lutego | 2002 | Salt Lake City | Gigant równoległy | Isabelle Blanc |
| 13.     | 23 lutego | 2006 | Turyn          | Gigant równoległy | Daniela Meuli  |

### Mistrzostwa Świata
| Miejsce | Dzień       | Rok  | Miejscowość | Konkurencja       | Zwycięzca                 |
| ------- | ----------- | ---- | ----------- | ----------------- | ------------------------- |
| DSQ     | 13 stycznia | 2003 | Kreischberg | Gigant równoległy | Ursula Bruhin             |
| DNF     | 15 stycznia | 2003 | Kreischberg | Slalom równoległy | Isabelle Blanc            |
| 21.     | 16 stycznia | 2007 | Arosa       | Gigant równoległy | Jekatierina Tudiegieszewa |
| 30.     | 17 stycznia | 2007 | Arosa       | Slalom równoległy | Heidi Neururer            |

### Puchar Świata

#### Miejsca w klasyfikacji generalnej
- 2001/2002 – –
- 2002/2003 – –
- 2003/2004 – 13.
- 2004/2005 – –
- 2005/2006 – 80.
- 2006/2007 – 6.

#### Miejsca na podium
1. San Vigilio di Marebbe – 13 grudnia 2006 (Gigant równoległy) – 1. miejsce
2. Furano – 16 lutego 2007 (Gigant równoległy) – 1. miejsce